# Amblyeleotris cephalotaenius
Amblyeleotris cephalotaenius är en fiskart som först beskrevs av Ni, 1989.  Amblyeleotris cephalotaenius ingår i släktet Amblyeleotris och familjen smörbultsfiskar. Inga underarter finns listade i Catalogue of Life.